# Ronny Landin
Lars Ronny Olof Landin, född 29 juli 1964 i Fellingsbro församling i Örebro län, död 21 juni 1986 i Nynäshamn, är känd som ett svenskt brottsoffer för nynazistiskt våld i Sverige.
Ronny Landin var 21 år gammal när han blev dödad på Nickstabadet i södra Stockholms län under midsommarafton den 20 juni 1986. Han blev misshandlad till döds i ett bråk, av bland andra Klas Lund. Bråket hade sin upprinnelse i att en grupp med fyra skinheads och en punkare bråkade med en grupp invandrare. I massmedia förekom uppgifter att de jagade en grupp 13-åringar. Landin mottog flera sparkar och slag mot huvudet med en flaska.
I Handens tingsrätt dömdes tre gärningsmän för dråp och fick inledningsvis åtta års fängelse. Svea hovrätt sänkte straffen till fyra, fem respektive sex års fängelse. En av de som dömdes var Klas Lund, sedermera ledare för Svenska motståndsrörelsen, som mot sitt nekande dömdes till fyra års fängelse för dråp.
Riksförbundet Stoppa Rasismen delade 1988–1999 ut Ronny Landin-priset till personer som gjort insatser mot rasism och främlingsfientlighet. Ronny Landin är begravd på Fellingsbro kyrkogård.